# أراليا تحت زرقاء

أراليا تحت زرقاء (الاسم العلمي:Aralia hypoglauca)  هو نوع من النباتات يتبع جنس الأراليا من الفصيلة الأرالية                            .	